# Atomfall
Atomfall — компьютерная игра в жанрах экшена и выживания, разработанная и изданная компанией Rebellion Developments. Действие игры происходит в альтернативной версии 1960-х годов, где ядерная катастрофа в Уиндскейле привела к превращению значительной части Северной Англии в радиоактивную зону отчуждения. Игра вышла 27 марта 2025 года для платформ PlayStation 4, PlayStation 5, Windows, Xbox One и Xbox Series X/S.

## Игровой процесс
Atomfall — компьютерная игра в жанре action от первого лица, действие которой разворачивается в альтернативной истории, где авария в Уиндскейле в 1957 году привёл к радиоактивному заражению значительной части района Озёрный край в графстве Камбрия. Игровая механика включает сбор ресурсов для создания оружия и использование огнестрельного оружия с ограниченным боезапасом. Система выживания в игре упрощена и сводится к отслеживанию здоровья персонажа и частоты его сердцебиения. Повышение сердечного ритма, вызванное боевыми действиями, бегом или нанесением ударов, сопровождается ухудшением зрения и слуха. Игра предоставляет возможность как скрытного прохождения без уничтожения противников, так и устранения всех встречающихся персонажей.
Игровой мир представляет собой свободно исследуемую территорию Озёрного края, состоящую из связанных между собой локаций. Взаимодействие с неигровыми персонажами осуществляется посредством диалоговой системы с выбором вариантов ответа. В процессе общения игрок получает информацию, открывающую новые задания и возможности, которые можно выполнять в произвольном порядке после их получения.

## Сюжет
Главный герой — страдающий амнезией персонаж, личность которого неизвестна — исследует зону отчуждения, созданную в Озёрном крае на севере Англии через пять лет после ядерной катастрофы в Уиндскейле. В ходе поисков ответов о событиях в регионе протагонист сталкивается с мутировавшими существами, членами культа, военными и роботами, созданными Британским управлением атомных исследований.

## Разработка
Разработкой Atomfall занимается британская компания Rebellion Developments. По словам заместителя руководителя отдела дизайна Rebellion Бена Фишера, на создание игры их вдохновила игра Fallout: New Vegas. Студия приняла решение разделить игровой мир на несколько взаимосвязанных зон вместо единого открытого пространства, опираясь на опыт разработки карт аналогичного масштаба, полученный за десятилетия работы над серией Sniper Elite. На дизайн игры также оказали влияние Metro и BioShock. В отличие от них, разработчики уделяют особое внимание исследовательскому аспекту, стремясь расширить свободу действий игрока и обеспечить более глубокое погружение в игровой мир.
Бен Фишер охарактеризовал Atomfall как «отчаянную» игру на выживание. Как протагонист, так и противники могут быть убиты за несколько попаданий. Разработчики сравнивают игровой процесс с фильмом «Дитя человеческое», где главным героем выступает обычный человек, а не профессиональный боец. На создание игры также повлияли произведения британской научной фантастики: телесериалы «Эксперимент Куотермасса», «Заключённый», «Доктор Кто», фильм «Плетёный человек» и роман «День триффидов».

## Выпуск
Студия Rebellion Developments объявила об планах выпустить игру в июне 2024 года. В январе 2025 года разработчики объявили точную дату выхода игры 27 марта 2025 года. Игра доступна подписчикам PC Game Pass и Xbox Game Pass Ultimate с момента выхода без дополнительной платы.

## Отзывы
| Сводный рейтинг       | Сводный рейтинг                        |
| Агрегатор             | Оценка                                 |
| --------------------- | -------------------------------------- |
| Metacritic            | 72/100 (PC) 74/100 (PS5) 73/100 (XBXS) |
| OpenCritic            | 65 %                                   |
| «Критиканство»        | 74/100                                 |
| Иноязычные издания    |                                        |
| Издание               | Оценка                                 |
| Edge                  | 6/10                                   |
| Eurogamer             | [ 17 ]                                 |
| Game Informer         | 7/10                                   |
| GameSpot              | 7/10                                   |
| GamesRadar+           | [ 20 ]                                 |
| Hardcore Gamer        | 2,5/5                                  |
| IGN                   | 8/10                                   |
| PC Gamer (US)         | 62/100                                 |
| Shacknews             | 9/10                                   |
| The Games Machine     | 8,5/10                                 |
| VG247                 | [ 26 ]                                 |
| Русскоязычные издания |                                        |
| Издание               | Оценка                                 |
| 3DNews                | 8/10                                   |
| GameMAG.ru            | 7/10                                   |
| ITC.ua                | 7/10                                   |
| PlayGround.ru         | 7/10                                   |
| StopGame.ru           | «Проходняк»                            |

Atomfall получила «смешанные или средние» отзывы от критиков согласно сайту-агрегатору рецензий Metacritic. По данным OpenCritic, 65 % критиков рекомендовали эту игру.